# سسک برگی بروکس
سسک برگی بروکس (نام علمی: Phylloscopus subviridis) گونه‌ای از سسکان جهان قدیم از خانواده سسکان برگی است.
در افغانستان، هند، قزاقستان، پاکستان، روسیه و ترکمنستان یافت می‌شود. زیستگاه طبیعی آن جنگل‌های شمالی و جنگل‌های معتدل است.